# 958.
◄ | 9. stoljeće | 10. stoljeće | 11. stoljeće | ►
◄ | 920-ih | 930-ih | 940-ih | 950-ih | 960-ih | 970-ih | 980-ih | ►
◄◄ | ◄ | 955. | 956. | 957. | 958. | 959. | 960. | 961. | ► | ►►
Astronomija • Knjige • Književnost • Kršćanstvo • Pravo • Promet

## Rođenja
- (oko 958.) - Vladimir I. Veliki, princ Kijevske Rusije
- Bazilije II., bizantski car
- Samuilo, bugarski car

## Smrti
- Danski kralj Gorm Stari (* 940.)

## Vanjske poveznice
|  | Zajednički poslužitelj ima još gradiva o temi 958. |